# Shelly Stokes
Shelly Stokes (Sacramento, Californië, 26 oktober 1967) is een Amerikaans softbalster en een olympisch kampioene. Ze won samen met het Amerikaans vrouwensoftbalteam een gouden medaille op de Olympische Zomerspelen 1996 in Atlanta. Ze speelde ook softbal op de California State University - Fresno.
| Logo van de Olympische Spelen | Goud | Zilver | Brons | Logo van de Olympische Spelen |
|                               | 1    | 0      | 0     |                               |